# Aurosphaeraceae
Famille
Les Aurosphaeraceae sont une famille d'algues de l'embranchement des Ochrophyta  de la classe des Chrysophyceae mais dont le rattachement à un ordre est selon AlgaeBase (4 février 2022) encore incertain Incertae sedis.
Les Aurosphaera ont été découverts dans le phytoplancton marin en mer Adriatique.

## Systématique
La famille des Aurosphaeraceae est attribuée, en 1925, au botaniste et biologiste autrichien Josef Schiller (d) (1877-1960).

## Étymologie
Le nom vient du genre type Aurosphaera, dérivé du grec αὖρον  / auron ou du latin  aurum, « couleur or », et σφαίρα / sphaira, « globe, sphère », littéralement « sphère d’or ».

## Description
Les Aurosphaera sont des cellules solitaires, globuleuses, ovoïdes-aplaties, portant en surface de nombreuses soies siliceuses effilées à bases élargies. Il renferment de deux à quatre chloroplastes jaune-brunâtre.

## Liste des genres
Selon AlgaeBase (4 février 2022) :
- Aurosphaera J.Schiller, 1916